# Саттонс-Бей (Мічиган)
Саттонс-Бей (англ. Suttons Bay) — селище (англ. village) в США, в окрузі Лілано штату Мічиган. Населення — 613 особи (2020).

## Географія
Саттонс-Бей розташований за координатами 44°58′47″ пн. ш. 85°39′3″ зх. д. / 44.97972° пн. ш. 85.65083° зх. д. (44.979594, -85.650728).  За даними Бюро перепису населення США в 2010 році селище мало площу 3,24 км², з яких 3,24 км² — суходіл та 0,00 км² — водойми.

## Демографія
Згідно з переписом 2010 року, у селищі мешкало 618 осіб у 273 домогосподарствах у складі 175 родин. Густота населення становила 191 особа/км².  Було 453 помешкання (140/км²).
Расовий склад населення:
| - 93,7 % — білих - 2,8 % — корінних американців - 1,1 % — азіатів - 0,2 % — чорних або афроамериканців |

До двох чи більше рас належало 2,3 %. Частка іспаномовних становила 0,3 % від усіх жителів.
За віковим діапазоном населення розподілялося таким чином: 12,8 % — особи молодші 18 років, 47,9 % — особи у віці 18—64 років, 39,3 % — особи у віці 65 років та старші. Медіана віку мешканця становила 58,8 року. На 100 осіб жіночої статі у селищі припадало 80,7 чоловіків;  на 100 жінок у віці від 18 років та старших — 82,1 чоловіків також старших 18 років.
Середній дохід на одне домашнє господарство  становив 86 859 доларів США (медіана — 58 500), а середній дохід на одну сім'ю — 116 223 долари (медіана — 80 625). Медіана доходів становила 55 909 доларів для чоловіків та 38 750 доларів для жінок. За межею бідності перебувало 11,3 % осіб, у тому числі 22,1 % дітей у віці до 18 років та 3,3 % осіб у віці 65 років та старших.
Цивільне працевлаштоване населення становило 189 осіб. Основні галузі зайнятості: освіта, охорона здоров'я та соціальна допомога — 35,4 %, науковці, спеціалісти, менеджери — 14,3 %, будівництво — 11,6 %, мистецтво, розваги та відпочинок — 11,1 %.